# Kerk van Slochteren
De kerk van Slochteren is een van oorsprong romanogotisch kerkgebouw in het dorp Slochteren in de Nederlandse provincie Groningen.
Van de oorspronkelijke kruiskerk uit de dertiende eeuw is het transept bewaard gebleven. Dit is in de 18e en 19e eeuw flink verbouwd. Vooral na een brand in 1880, waarbij alleen de buitenmuren gespaard bleven. Sindsdien resteert een zaalkerk met een losse kerktoren. De toren is feitelijk het enige deel dat van de oorspronkelijke kerk bewaard is gebleven.

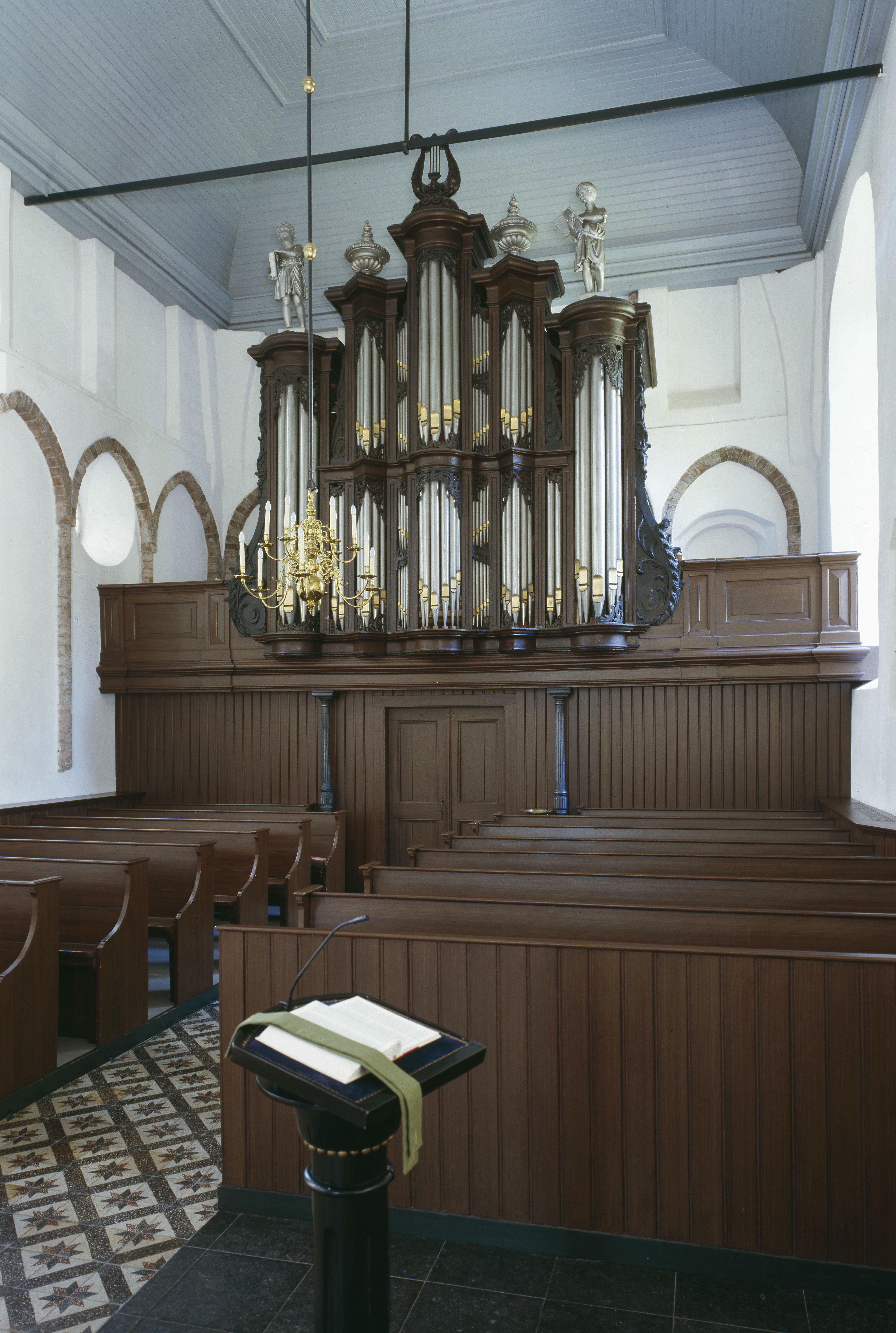
Van Oeckelenorgel uit 1895

De gebroeders Cornelis A. en Antonius van Oeckelen vervaardigden in 1895 een kerkorgel voor de kerk van Slochteren, dat in 2010 door Pels & Van Leeuwen werd gerestaureerd.

## Klok van Seghebodus
In de toren hangt een luidklok van Seghebodus uit 1373, die oorspronkelijk werd gegoten in opdracht van abt T(h)omas van het klooster Bloemhof. In 1829 werd de klok door de Slochtenaren voor 850,60 gulden aangekocht van de kerk van Wittewierum en 'Johannesklok' gedoopt. De klok heeft een doorsnede van 126 cm en weegt 1300 kg, waarmee het een van de grootste klokken van Groningen is die vóór 1400 werden gegoten. Tevens is het mogelijk de oudste klok in Groningen met een gotisch profiel. De klok is vergelijkbaar met de grote klok van Stedum uit 1300 en de klok van Eenrum uit 1390. De slagtoon van de klok varieert tussen dis I en e I. De klok heeft een zesarmige kroon, die is gedecoreerd met vlechtwerk. Op de klok staat de tekst IN HONORE SANCTE CUNARIS SANCTE MARIE SANCTE IOHANNIS SANCTI VITI AC OMNIUM SANCTORUM PER MANUS [Z]EGHEBODI FUSA SUM + FRATER TOMAS DE FLORIDO ORTO ABBAS FECIT HOCFIERI VAS, hetgeen betekent "Ter ere van de heilige Cunera, de heilige Maria, de heilige Johannes, de heilige Vitus en alle heiligen ben ik gegoten door de hand van Segebodus + broeder Tomas, abt van Bloemhof, heeft deze klok doen vervaardigen" Daarnaast bevat de klok een eenvoudige afbeelding van een hoofd op een schaal. Dit slaat op de onthoofding van Johannes de Doper. De wijding aan Cunera is merkwaardig, daar zij niet in de kroniek van Bloemhof wordt genoemd. Mogelijk was zij de patroonheilige van een van de vijf bijaltaren in de kloosterkerk van Bloemhof.
De klok werd in de Tweede Wereldoorlog opgeslagen in Giethoorn om roof door de Duitse bezetters te voorkomen. Daarbij ontstond echter een barst in de klok, die in 1950 werd gerepareerd. In 2006 barstte de scheur echter weer open over een lengte van 70 cm, waarop de klok werd gerestaureerd voor enkele tienduizenden euro's en in 2009 werd teruggehangen.